# عمارة الخمير

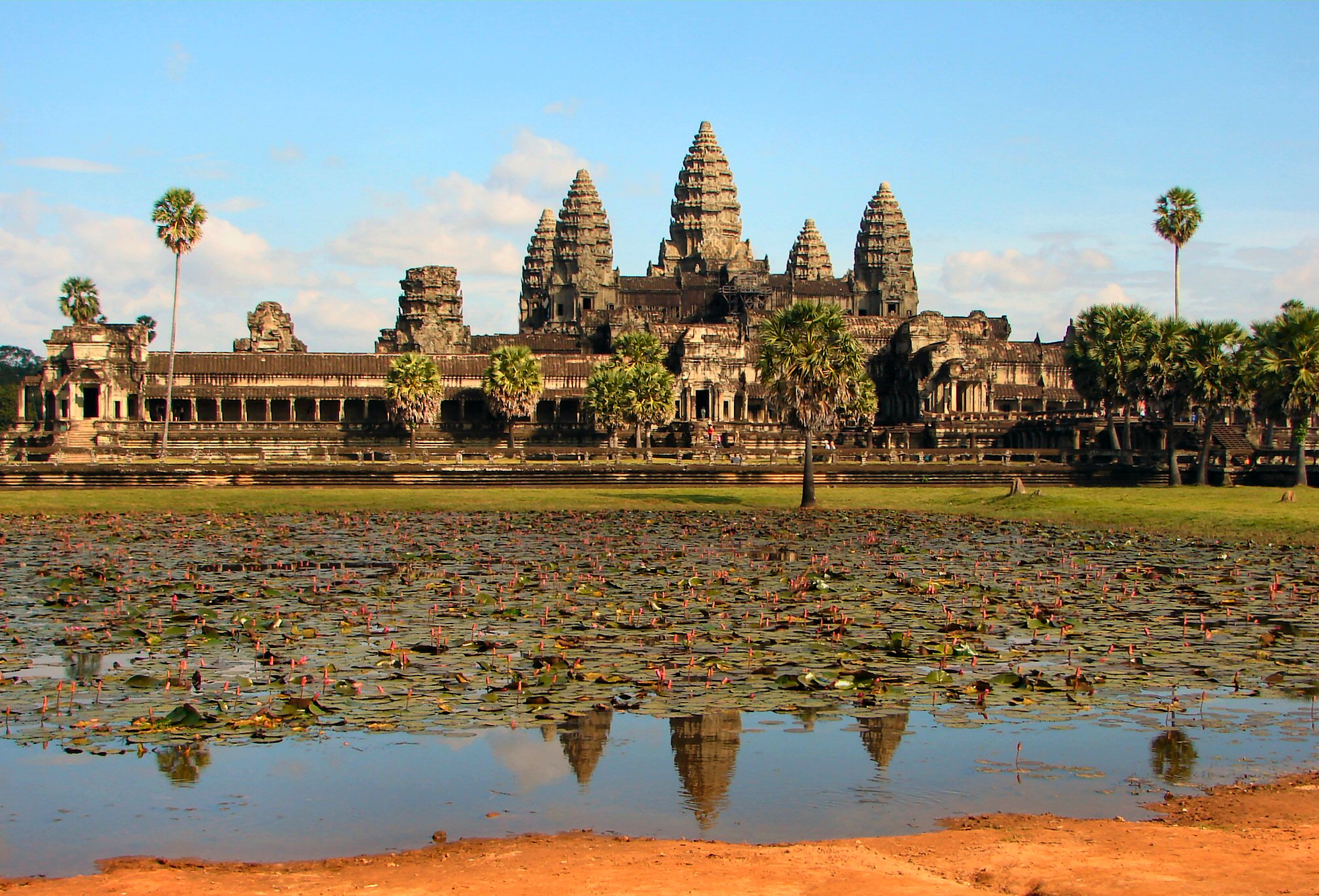
The 12th-century temple of Angkor Wat is the masterpiece of Angkorian architecture. Constructed under the direction of the خمير king سوريافارمان الثاني, it was to serve as the monarch's personal mausoleum and as a temple to the هندوس god فيشنو. Based on Dravidian architecture, it was designed as a pyramid representing the structure of the universe: the highest level at the center of the temple represented جبل ميرو, the home of the Hindu gods, with the five towers on the highest level representing the five peaks of the mountain. The broad moat around the complex represented the oceans that surround the world.

عمارة الخمير المعروفة أيضًا باسم العمارة الأنغكورية: هي العمارة التي أنتجها الخمير خلال فترة أنغكور من إمبراطورية الخمير، تقريبًا منذ النصف الأخير من القرن الثامن الميلادي حتى النصف الأول من القرن الخامس عشر الميلادي.
تبنى جنوب الهند على نطاق واسع عمارة المعابد الهندية المنحوتة في الصخر، لا سيما فيما يتعلق بالمنحوتات والعمارة الهندية للمعابد الكمبودية الأنامية (الخمير) والجاوية (من الهند العظمى). يجري التركيز في أي دراسة للعمارة الأنغكورية على العمارة الدينية، إذ تمتلك جميع المباني الأنغكورية طبيعة دينية. لم تُشيد سوى المعابد والمباني الدينية الأخرى من الحجر خلال فترة الأنغكور، بينما شُيدت المباني غير الدينية مثل المباني السكنية، من مواد قابلة للتلف كالخشب فلم تدُم طويلًا. تحتوي العمارة الدينية في أنغكور على هياكل وعناصر وزخارف ذات خصائص مميزة. لم تمتلك جميع هذه الخصائص نفس عدد الأدلة التي تعبر عنها، نظرًا إلى تعاقب عدد من الأساليب المعمارية المختلفة واحدًا تلو الآخر خلال الفترة الأنغكورية، بل أشار الباحثون في الواقع إلى وجود مثل هذه الخصائص أو عدم وجودها كمصدر واحد للدليل، بهدف تأريخ الآثار.

## التحقيب

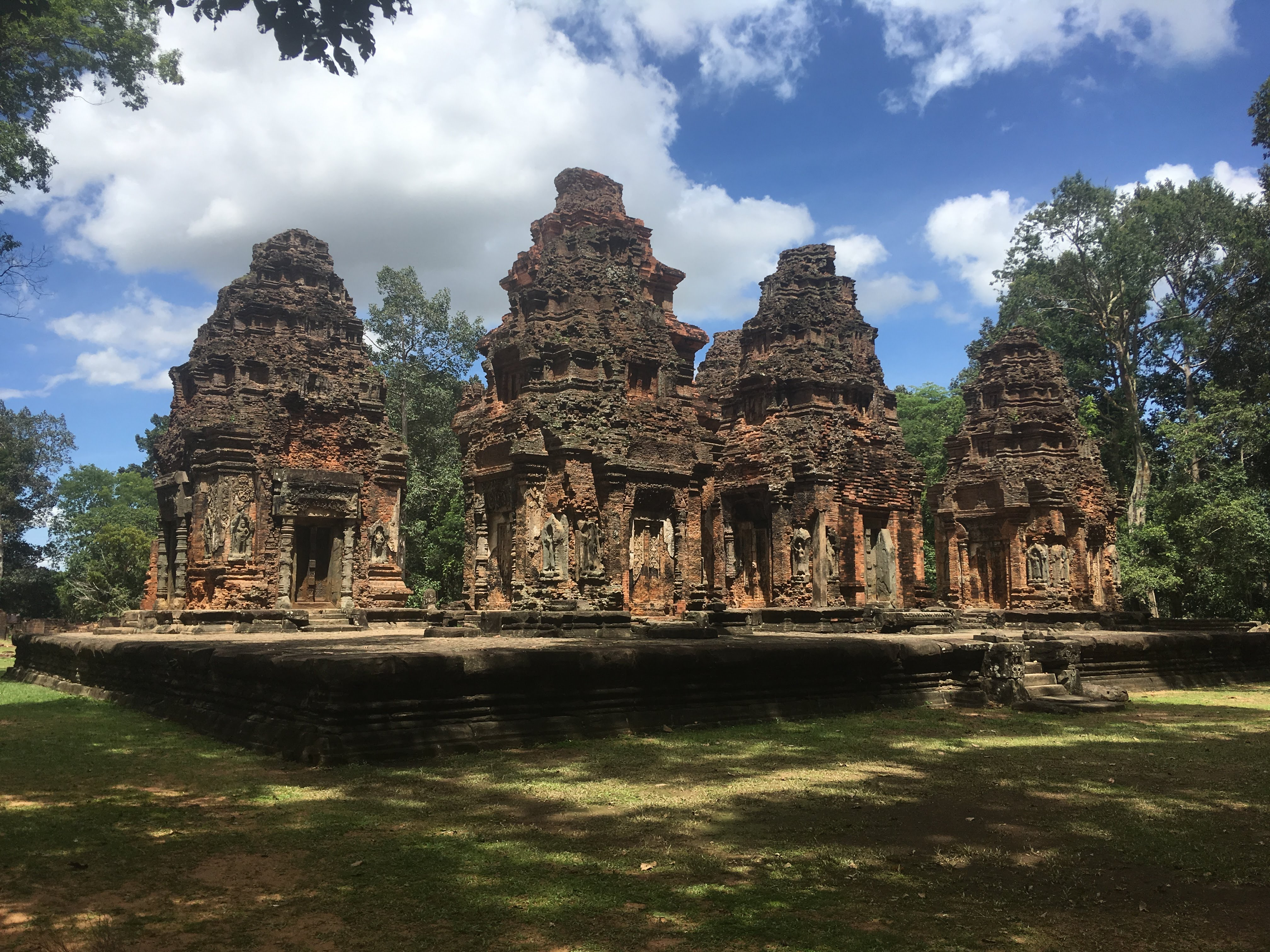
بريه كو,تم الانتهاء منه في عام 879 م ، وكان معبدًا مصنوعًا بشكل رئيسي من الطوب
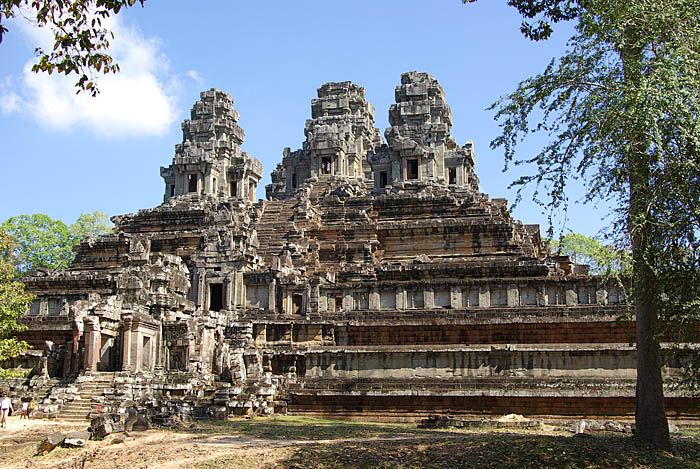
معبد تا كيو تم بناءه في القرن العاشر، تم بناؤه بشكل أو بآخر بالكامل من الحجر الرملي
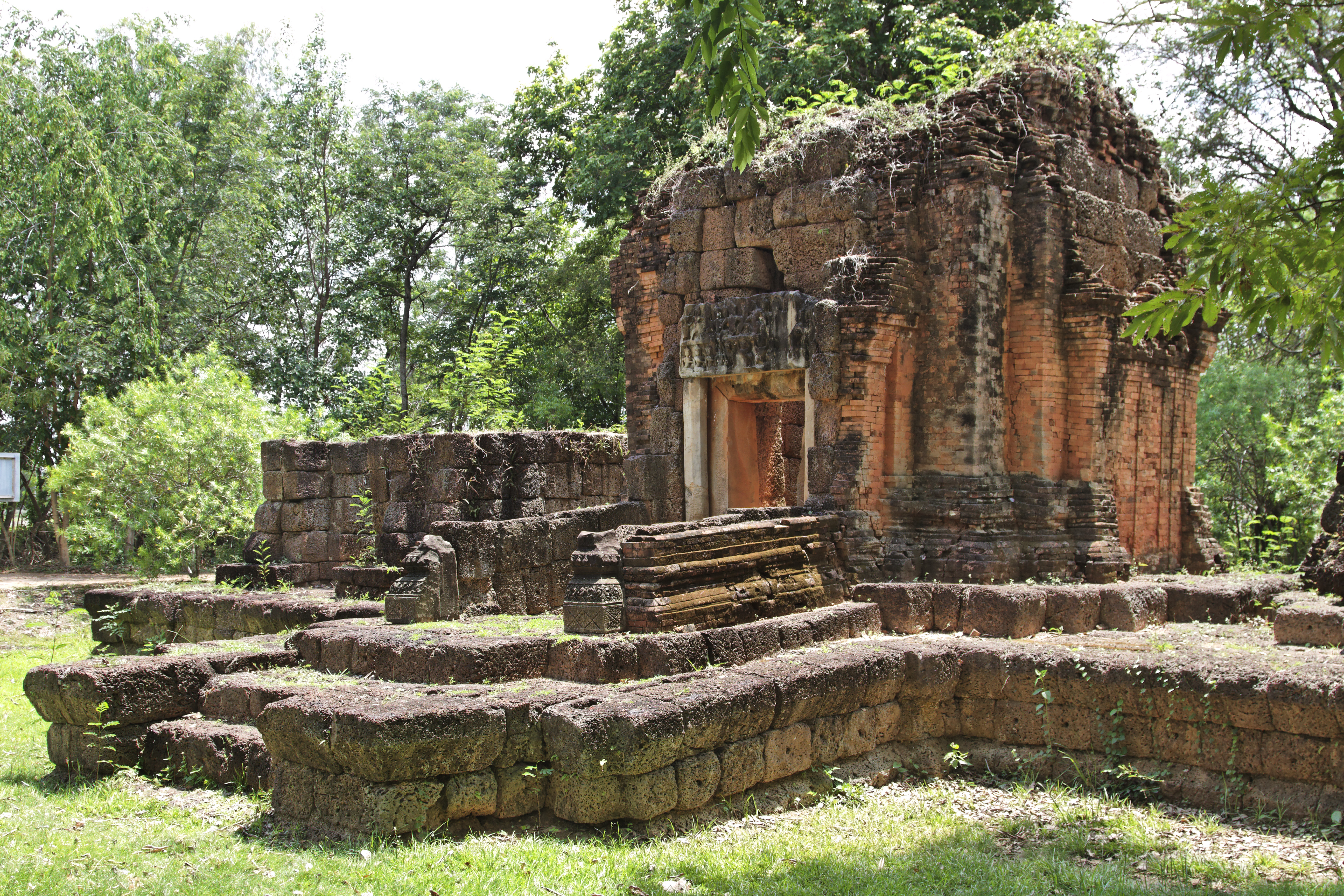
برا سات برانغ كو في سيساكِت بتايلاند, بني مع اللاتريت

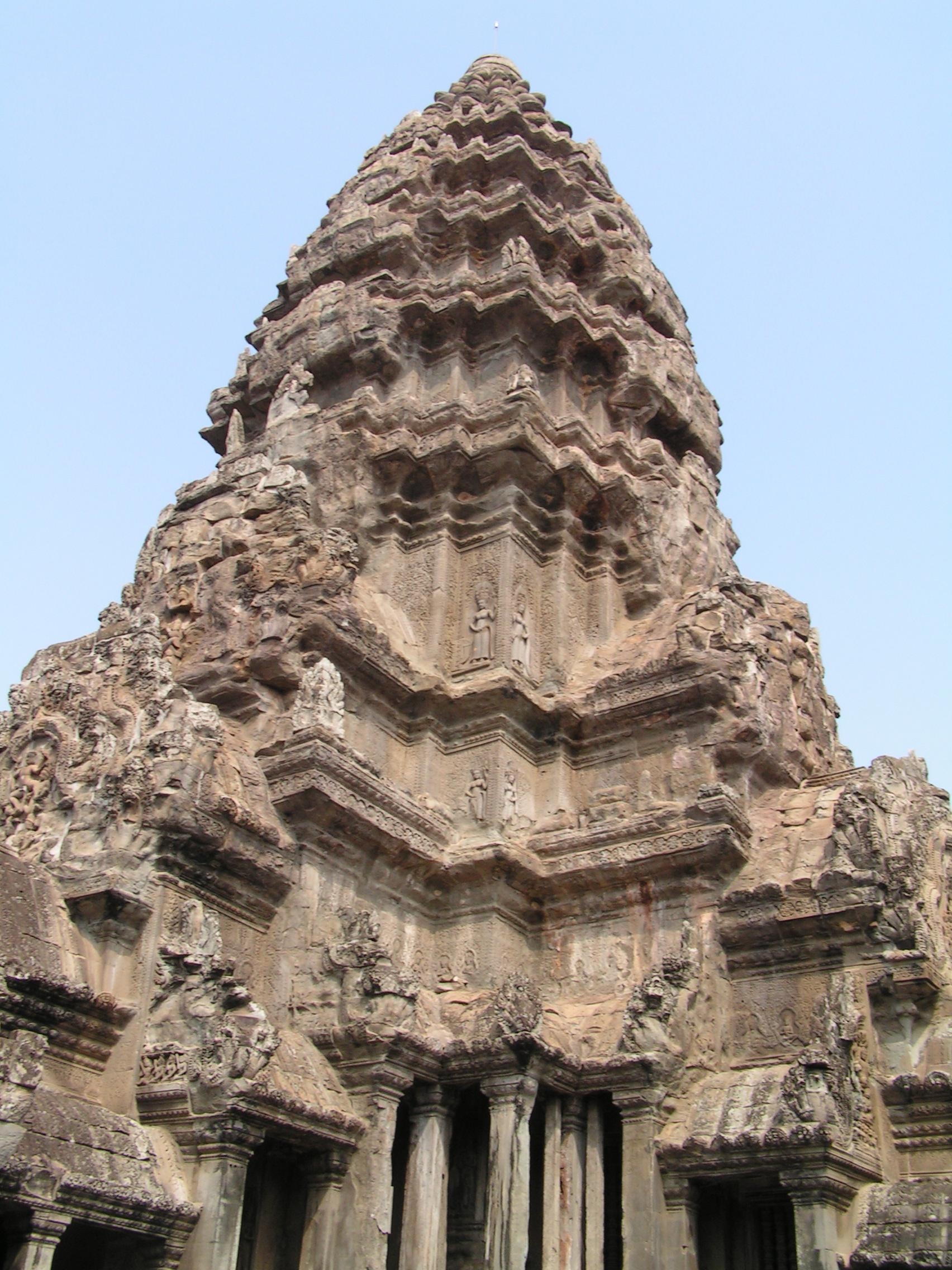
يرمز البرانج المركزي لمعبد أنغكور وات إلى الجبل Meru.

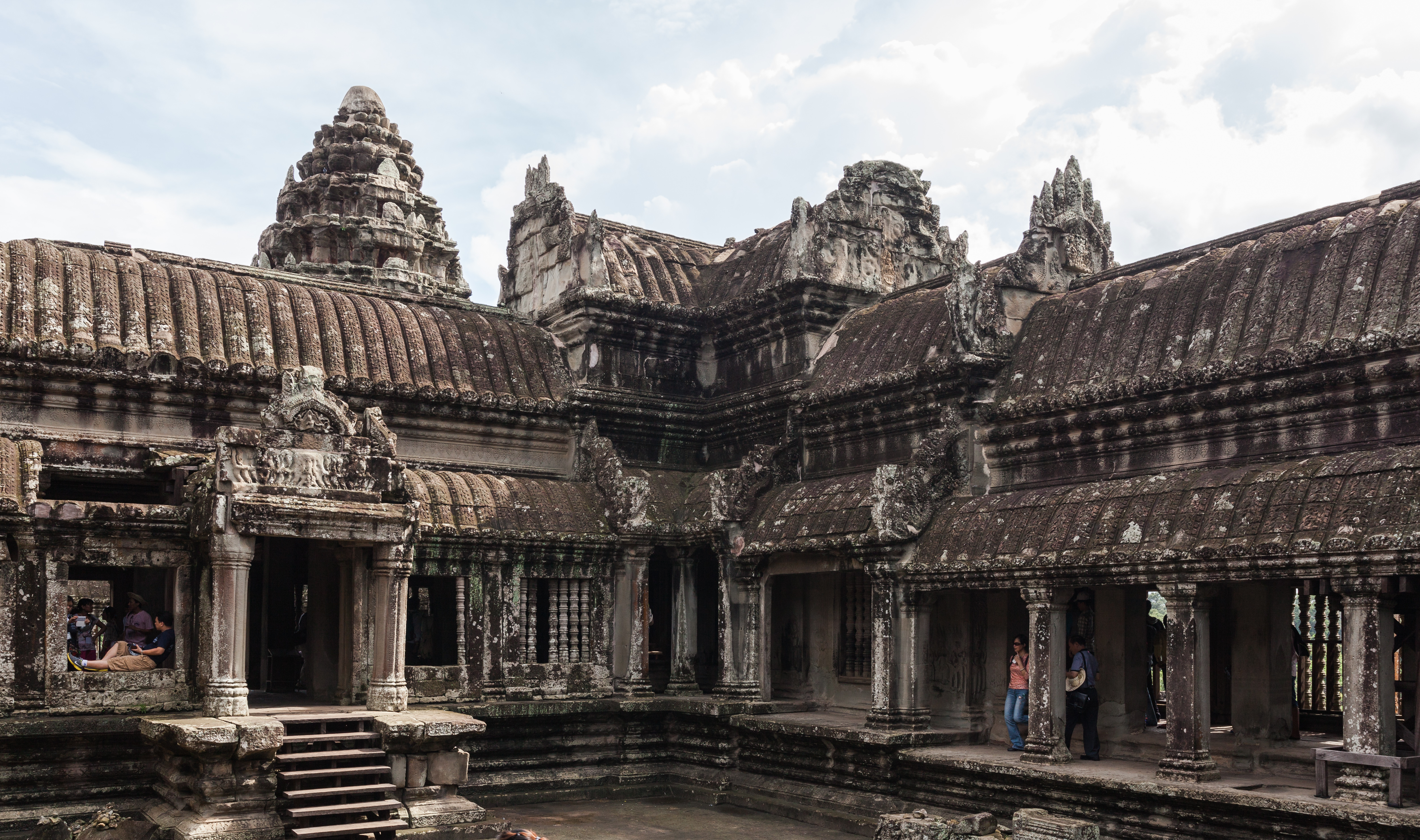
معرض صليبي يفصل الفناءات في أنغكور وات.

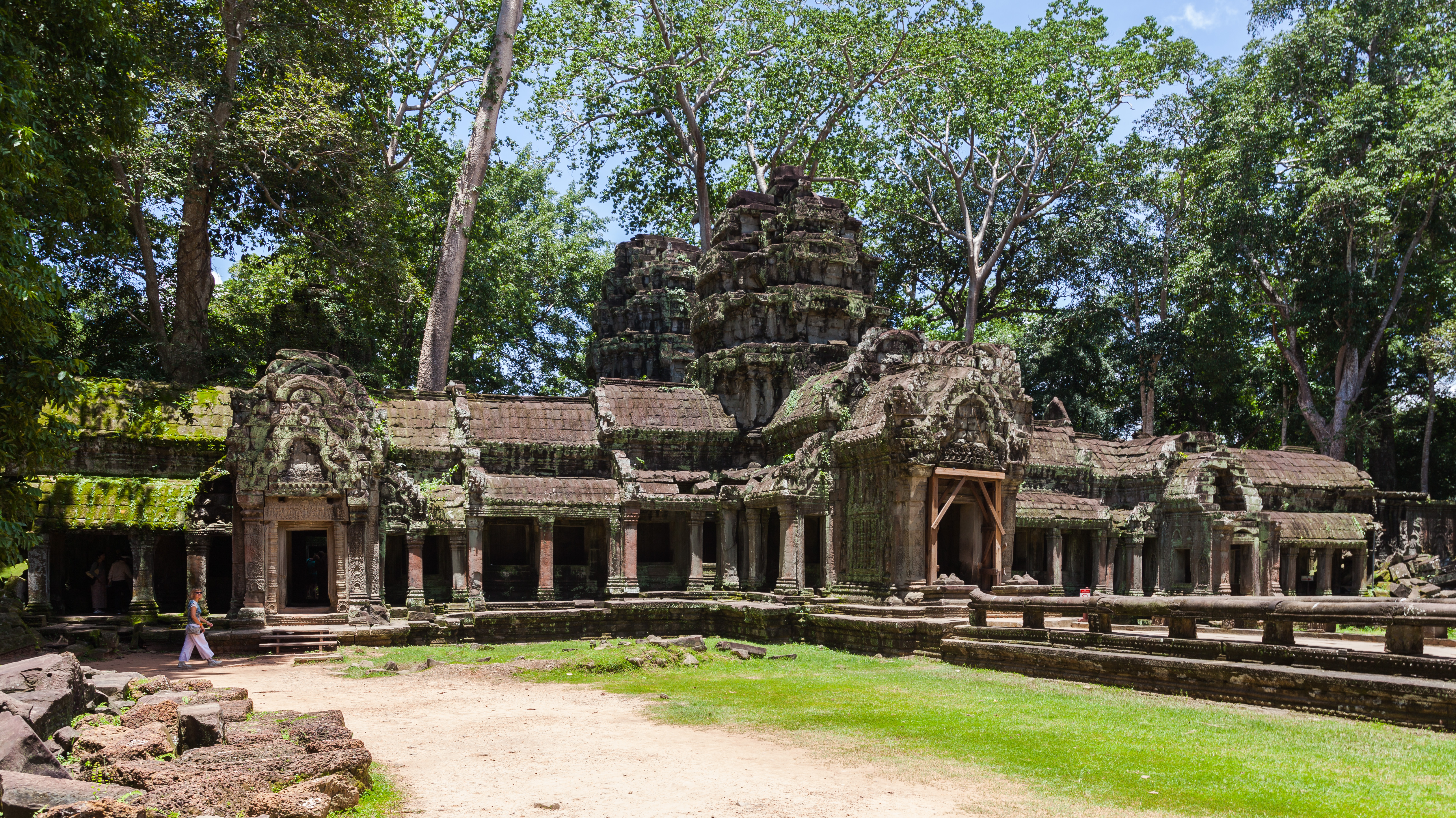
جوبورا يعود إلى مجمع المعبد في القرن الثاني عشر في تا بروهم.

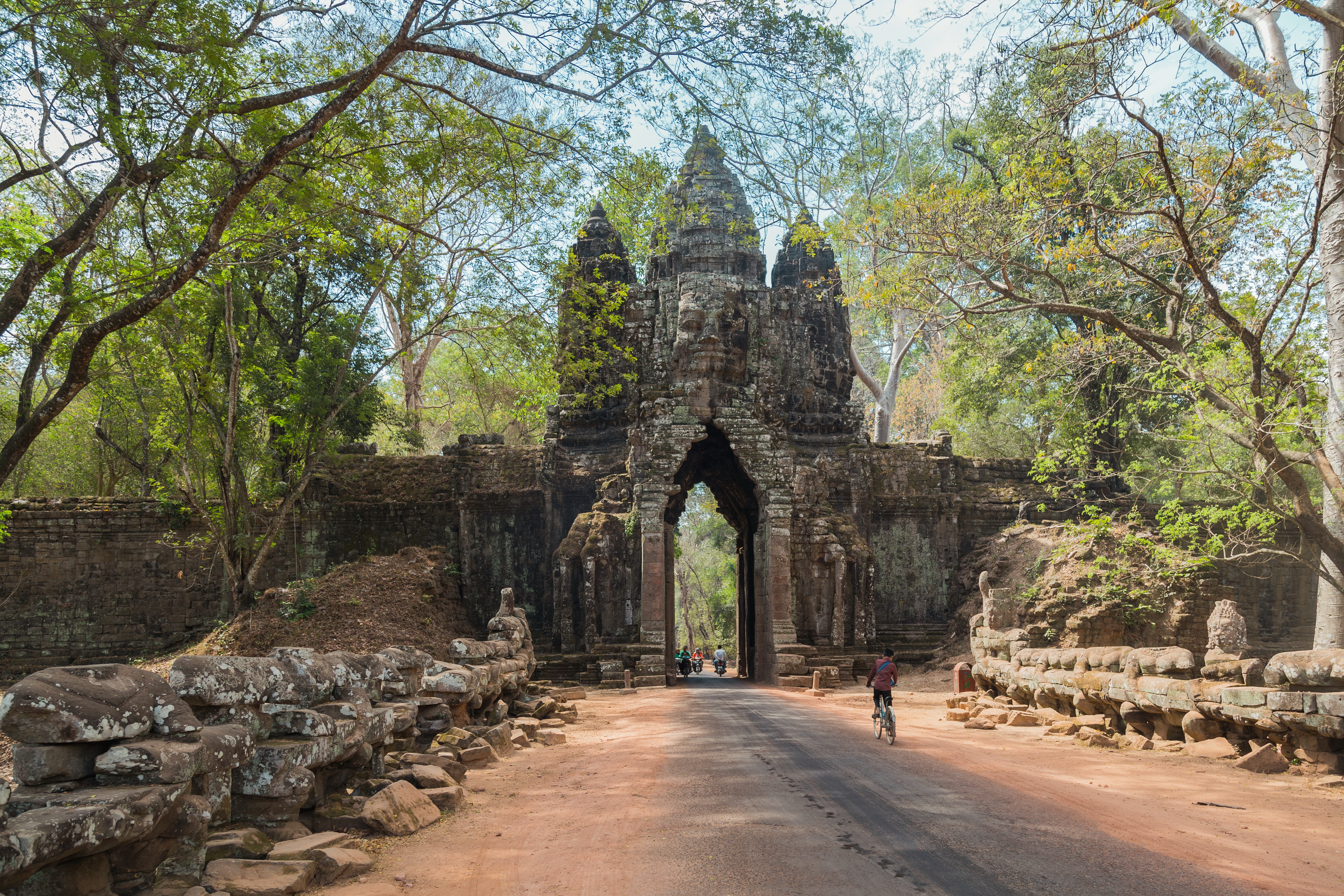
Many of the gopuras constructed under Jayavarman VII toward the end of the 12th century, such as this one at Angkor Thom, are adorned with gigantic stone faces of أفالوكيتسافارا.

بُنيت العديد من المعابد قبل أن تُصبح كمبوديا مملكة قوية من إمبراطورية الخمير التي سيطرت على معظم منطقة الهند الصينية. عُرفت كمبوديا في ذلك الوقت باسم مملكة تشينلا، الدولة السابقة لإمبراطورية الخمير. هناك ثلاثة أنماط معمارية قبل الأنغكور:
أسلوب سامبور بري كوك (610- 650): المعروف أيضًا باسم إيسانابورا وهي عاصمة مملكة تشينلا. بُنيت المعابد التي اتبعت أسلوب سامبور بري كوك بشكل دائري واحتوت كولونيت (أعمدة صغيرة) بسيطة ذات تيجان تتضمن شكلًا بارزًا.
أسلوب بري خمينغ (635- 700): تكشف المنحوتات عن قطع فنية رائعة لهذا الأسلوب، لكن العمارة التي تتبعه تُعد نادرة. الكولونيت في هذا الأسلوب أكبر منها في النمط السابق. زُينت المباني بكثافة أكبر في هذا النمط مع تراجع عام في المعايير.
أسلوب كومبونغ بريه (700- 800): تمتلك المعابد في هذا الأسلوب حلقات زخرفية أكثر على الكولونيت (الأعمدة الصغيرة) التي ما تزال أسطوانية الشكل. استمر استخدام الطوب فيه.
عمل الباحثون على تطوير تحقيب للأساليب المعمارية الأنغكورية. تُميز الفترات الزمنية والأساليب التالية وتُسمى كل منها تيمنًا بمعبد معين كان يُعتبر نموذجًا لهذا الأسلوب.
أسلوب كولين (825- 875): هو استمرار لأسلوب ما قبل أنغكور، ولكنه شكل فترة من الابتكار والاستعارة من معابد أخرى مثل معابد الشام. يتميز البرج فيه بكونه مربع الشكل وعالٍ بشكل نسبي، إضافة إلى جدران جانبية من الطوب وأبواب حجرية. بدأت الكولونيت المربعة وأسطوانية الشكل بالظهور.
أسلوب بريه كو (877- 886): كانت هاريهارالايا أول عاصمة لإمبراطورية الخمير تقع في منطقة أنغكور، توجد آثارها في المنطقة التي تُسمى اليوم رولوس على بعد 15 كم جنوب شرق مدينة سيام ريب. يُعد بريه كو أقدم المعابد الناجية من هاريهارالايا، إلى جانب كل من معبدي باكونغ ولولي. تشتهر المعابد التي تتبع هذا الأسلوب بأبراجها الصغيرة المبنية من الطوب، وجمال العتبات فيها وأناقتها.
أسلوب باخينغ (889- 923): كان باخينغ أول معبد جبل بُني في منطقة أنغكور شمال سيام ريب. كان معبد الدولة في عهد الملك ياسوفارمان، الذي بنى عاصمته ياسودهارابورا حوله. يقع المعبد على تلة (بنوم)، وهو اليوم واحد من أكثر الآثار المهددة بالانقراض، بعد أن أصبح موقعًا مفضلًا للسياح يقصدونه لمشاهدة غروب الشمس المجيد في أنغكور.
أسلوب كوه كير (921- 944): أُزيلت عاصمة إمبراطورية الخمير من منطقة أنغكور عبر الشمال وسُميت بكوه كير، في عهد الملك جيافارمان الرابع. يتقلص حجم المباني في الأسلوب المعماري للمعابد في كوه كير باتجاه المركز. بقي الطوب مادة البناء الرئيسية مع استخدام الحجر الرملي أيضًا.
أسلوب بري راب (944- 968): بنى الخمير الأنغكوريون تحت حكم الملك راجندرافارمان معابد بري راب وشرق ميبون وفاكا. سُمي أسلوبهم المشترك تيمنًا بمعبد الجبل الرسمي بري راب.
أسلوب بانتي سري (967- 1000): بانتي سري هو المعبد الأنغكوري الرئيسي الوحيد الذي لم ينشئه ملك، بل بناه عاهل. يُعرف المعبد بحجمه الصغير وبالتحسن الكبير الذي لحق بالنقوش الزخرفية، بما في ذلك العديد من النقوش السردية الشهيرة التي تتناول مشاهد من الأساطير الهندية.
أسلوب خلينغ (968- 1010): شهدت معابد خلينغ أول استخدام لصالات العرض والكولونيت المثمنة والنحت الزخرفي المقيد. هناك معابد قليلة بُنيت تبعًا لهذا الأسلوب مثل تا كيو وفيميان أكاس.
أسلوب بافون (1050- 1080): أثار معبد الجبل بافون للملك أوداياديتافارمان الثاني إعجابَ المسافر الصيني تشو داجون، الذي زار أنغكور في نهاية القرن الثالث عشر. تتميز نقوش المعبد البارزة الفريدة من نوعها بجودة وحيوية بسيطة تتناقض مع صلابة الأشكال النموذجية لبعض الفترات الأخرى. بدأ ترميم بافون في عام 2008.
الأسلوب الكلاسيكي أو أسلوب أنغكور وات (1080- 1175): يُعد أنغكور وات -الذي كان معبدًا وربما ضريحًا للملك سوريافارمان الثاني- أعظم المعابد الأنغكورية، وهو يحدد ما أصبح يُعرف بالأسلوب الكلاسيكي للعمارة الأنغكورية. هناك معابد أخرى تتبع هذا الأسلوب مثل بانتي سامري وثومانون في منطقة أنغكور وفيماي في تايلاند الحديثة.
أسلوب بايون (1181- 1243): حرر الملك جايافارمان السابع دولة أنغكور من احتلال القوى الغازية من تشامبا في الربع الأخير من القرن الثاني عشر. بدأ بعد ذلك برنامجًا ضخمًا للإنشاءات الضخمة، وكان معبد الدولة المسمى بايون هو النموذج لذلك. اتبعت مؤسسات الملك الأخرى أسلوب بايون وشملت كلًا من تا بروهم وبريا خان وأنغكور توم وبانتي تشمار. على الرغم من فخامة المعابد وزخرفتها المتقنة، تظهر فيها سرعة البناء التي تتناقض مع كمال أنغكور وات.
أسلوب ما بعد بايون (1243- 1431): دخلت العمارة الأنغكورية فترة انحدار بعد فترة مزدهرة للبناء في عهد جايافارمان السابع. تشتهر مصطبة الملك بلدوين الرابع في القرن الثالث عشر بمنحوتاته المفعمة بالحيوي البارزة لملوك الشياطين والراقصين والناغا.